# Pat Reidy
Patrick Reidy, detto Pat (Melbourne, 15 marzo 1971), è un ex cestista australiano.

## Carriera
Con l'Australia ha disputato i Campionati mondiali del 1994 e i Giochi olimpici di Atlanta 1996.